# Katarina Jokić
Katarina Jokić (Zrenjanin, 19 aprile 1998) è una tennista bosniaca naturalizzata serba.

## Carriera
Katarina Jokić ha vinto 3 titoli in singolare e 6 titoli in doppio nel circuito ITF in carriera. Il 17 ottobre 2022 ha raggiunto il miglior piazzamento mondiale nel singolare: 417ª, mentre il 4 dicembre 2023 ha raggiunto il best ranking mondiale nel doppio: 291ª.
Katarina ha giocato tennis al college nei Georgia Bulldogs.
La Jokić ha fatto anche parte della squadra serba di Fed Cup, avendo un record di vittorie sconfitte di 0-1.

## Statistiche ITF

### Singolare

#### Vittorie (3)
| Torneo $100.000 (0) |
| Torneo $80.000 (0)  |
| Torneo $75.000 (0)  |
| Torneo $60.000 (0)  |
| Torneo $50.000 (0)  |
| Torneo $40.000 (0)  |
| Torneo $25.000 (1)  |
| Torneo $15.000 (0)  |
| Torneo $10.000 (2)  |

| N. | Data           | Torneo                               | Superficie  | Avversaria in finale | Punteggio           |
| 1. | 6 aprile 2014  | Solaris Sibenik Open, Sebenico       | Terra rossa | Iva Mekovec          | 6-4, 6-1            |
| 2. | 24 luglio 2016 | Eurocommerce Open, Prokuplje         | Terra rossa | Sara Cakarevic       | 6-4, 7-5            |
| 3. | 25 maggio 2025 | Women's Santo Domingo, Santo Domingo | Terra rossa | Despoina Papamichaīl | 7-6(8), 6(0)-7, 6-2 |

#### Sconfitte (1)
| Torneo $100.000 (0) |
| Torneo $80.000 (0)  |
| Torneo $75.000 (0)  |
| Torneo $60.000 (0)  |
| Torneo $50.000 (0)  |
| Torneo $40.000 (0)  |
| Torneo $25.000 (0)  |
| Torneo $15.000 (0)  |
| Torneo $10.000 (1)  |

| N. | Data              | Torneo            | Superficie  | Avversaria in finale | Punteggio     |
| 1. | 22 settembre 2013 | Budva Open, Budua | Terra rossa | Iva Mekovec          | 0–6, 6–1, 3–6 |

### Doppio

#### Vittorie (6)
| Torneo $100.000 (0) |
| Torneo $80.000 (0)  |
| Torneo $75.000 (0)  |
| Torneo $60.000 (0)  |
| Torneo $50.000 (0)  |
| Torneo $40.000 (0)  |
| Torneo $25.000 (4)  |
| Torneo $15.000 (2)  |
| Torneo $10.000 (0)  |

| N. | Data              | Torneo                                                            | Superficie  | Compagna        | Avversarie                                         | Punteggio        |
| 1. | 18 novembre 2022  | HPP Open, Helsinki                                                | Cemento (i) | Taylor Ng       | Eliessa Vanlangendonck Anna Klasen                 | 3–6, 6–2, [10–7] |
| 2. | 2 dicembre 2022   | Women Val Gardena Südtirol Raiffeisen, Selva di Val Gardena       | Cemento (i) | Taylor Ng       | Xenia Knoll Angelica Moratelli                     | 6-3, 6-2         |
| 3. | 23 settembre 2023 | Kuršumlijska Banja Women's, Kuršumlijska Banja                    | Terra rossa | Eleni Christofi | Mara Guth Elena Pridankina                         | 6-2, 6-3         |
| 4. | 19 novembre 2023  | Women's Santo Domingo, Santo Domingo                              | Cemento     | Taylor Ng       | Jacqueline Cabaj Awad María Fernanda Navarro Oliva | w/o              |
| 5. | 23 novembre 2024  | Open Internacional Ciudad de Alcalá de Henares, Alcalá de Henares | Cemento     | Anna Hertel     | Celia Cerviño Ruiz Claudia Ferrer Pérez            | 7-6(3), 6-4      |
| 6. | 21 giugno 2025    | Swedish Ladies, Ystad                                             | Terra rossa | Rebeca Pereira  | June Björk Emma Kamper                             | 1-6, 6-2, [10-7] |

#### Sconfitte (4)
| Torneo $100.000 (0) |
| Torneo $80.000 (0)  |
| Torneo $75.000 (0)  |
| Torneo $60.000 (2)  |
| Torneo $50.000 (0)  |
| Torneo $40.000 (0)  |
| Torneo $25.000 (1)  |
| Torneo $15.000 (0)  |
| Torneo $10.000 (1)  |

| N. | Data             | Torneo                                    | Superficie  | Compagna       | Avversarie                      | Punteggio |
| 1. | 17 agosto 2013   | Brcko Ladies Open, Brčko                  | Terra rossa | Nikolina Jović | Lina Ǵorčeska Dalia Zafirova    | 5-7, 1-6  |
| 2. | 13 maggio 2023   | Orlando Women's Open, Orlando             | Terra verde | Dalayna Hewitt | Makenna Jones Maria Mateas      | 4-6, 2-6  |
| 3. | 11 novembre 2023 | Calgary National Bank Challenger, Calgary | Cemento (i) | Hanna Chang    | Sarah Beth Grey Eden Silva      | 4-6, 4-6  |
| 4. | 5 aprile 2024    | Engie Open Florianópolis, Florianópolis   | Terra rossa | Rebeca Pereira | Marija Kononova Marija Kozjreva | 4-6, 3-6  |